# کارآگاه (فیلم ۱۹۲۵)
کارآگاه (انگلیسی: The Sleuth) یک فیلم صامت کمدی سیاه‌وسفید به کارگردانی اسکات پمبروک و جو راک است که در سال ۱۹۲۵ منتشر شد.

## بازیگران
- استن لورل
- گلن کاوندر
- آلبرتا وان
- آنیتا گاروین